# Сакура (сирене)
Сакура е меко сирене, подобно на италианското сирене рикота, което се прави в префектура Хокайдо, Япония.
Сиренето е кремаво-бяло, с ниско водно съдържание и се приготвя от пълномаслено мляко. Ароматизира се с листа от планинска череша. На японски език сакура означава „черешов цвят“.
Това японско сирене е наградено със златен медал в категорията „меки сирена“ на Международната олимпиада в Апенцел, Швейцария.
Консумира се със сьомга, ориз, юфка, с десерти, плодове и хляб. Подходящо вино – сира.